# Programowanie deklaratywne
Programowanie deklaratywne — rodzina paradygmatów programowania, które nie są z natury imperatywne. W przeciwieństwie do programów napisanych imperatywnie, programista opisuje warunki, jakie musi spełniać końcowe rozwiązanie (co chcemy osiągnąć), a nie szczegółową sekwencję kroków, które do niego prowadzą (jak to zrobić). Programowanie deklaratywne często traktuje programy jako pewne hipotezy wyrażone w logice formalnej, a wykonywanie obliczeń jako ich dowodzenie. Programowanie deklaratywne jest szczególnym przedmiotem zainteresowania naukowców, gdyż dzięki minimalizacji lub eliminacji skutków ubocznych może znacząco uprościć tworzenie programów współbieżnych. Paradygmat programowania deklaratywnego obejmuje szeroką gamę języków programowania i bardziej szczegółowych paradygmatów podrzędnych.

## Definicja
Peter Van Roy oraz Serif Haridi podają następujące warunki, jakie musi spełniać program, aby mógł być uznany za deklaratywny:
- niezależny — wynik końcowy nie zależy od żadnego zewnętrznego stanu,
- bezstanowy — nie posiada stanu wewnętrznego, który jest zachowywany między wywołaniami,
- deterministyczny — dla takich samych argumentów wejściowych zawsze daje ten sam wynik.

Istnieje kilka szczegółowych paradygmatów, które spełniają te warunki, różniących się sposobami ich osiągnięcia: programowanie funkcyjne, programowanie logiczne, programowanie ograniczeń.

## Siła wyrazu
Wyróżniamy dwa rodzaje języków deklaratywnych:
- opisowe — opisuje wyłącznie struktury danych i spodziewany rezultat. Język taki najczęściej nie jest zupełny w sensie Turinga lub też osiąga zupełność w inny sposób. Deklaratywność służy przede wszystkim do zwiększenia czytelności lub łatwiejszego opisu pewnych zjawisk. Przykładem takiego języka może być HTML, który opisuje wygląd strony internetowej.
- programowalne — język, którego deklaratywny model obliczeń jest zupełny w sensie Turinga.

## Przykłady języków
Przykładami programowalnych języków deklaratywnych są języki funkcyjne i logiczne takie, jak Ocaml, XSLT czy Prolog. Przykładem języka opisowego jest SQL służący do komunikacji z bazą danych, który sam w sobie nie jest zupełny w sensie Turinga.